# Crucibulum cyathiforme
Crucibulum cyathiforme är en svampart som beskrevs av H.J. Brodie 1971. Crucibulum cyathiforme ingår i släktet Crucibulum och familjen Agaricaceae.   Inga underarter finns listade i Catalogue of Life.